# Колібаші (Олт)
Колібаші (рум. Colibași) — село у повіті Олт в Румунії. Входить до складу комуни Стрежешть.
Село розташоване на відстані 144 км на захід від Бухареста, 11 км на північний захід від Слатіни, 41 км на північний схід від Крайови.

## Населення
За даними перепису населення 2002 року у селі проживали 548 осіб, усі — румуни. Усі жителі села рідною мовою назвали румунську.